# Inocutis
Inocutis Fiasson & Niemelä – rodzaj grzybów z rodziny szczeciniakowatych (Hymenochaetaceae).

## Systematyka i nazewnictwo
Pozycja w klasyfikacji według Index FungorumHymenochaetaceae, Hymenochaetales, Incertae sedis, Agaricomycetes, Agaricomycotina, Basidiomycota, Fungi.
Gatunki
- Inocutis dryophila (Berk.) Fiasson & Niemelä 1984 – tzw. błyskoporek dębowy
- Inocutis jamaicensis (Murrill) A.M. Gottlieb, J.E. Wright & Moncalvo 2002
- Inocutis levis (P. Karst.) Y.C. Dai 2000
- Inocutis ludoviciana (Pat.) T. Wagner & M. Fisch. 2002
- Inocutis rheades (Pers.) Fiasson & Niemelä 1984 – tzw. błyskoporek cynamonowy
- Inocutis subdryophila Y.C. Dai & H.S. Yuan 2005
- Inocutis tamaricis (Pat.) Fiasson & Niemelä 1984
- Inocutis texana (Murrill) S. Martínez 2006

Nazwy naukowe na podstawie Index Fungorum. Nazwy polskie według Władysława Wojewody.